# 鄶
鄶（會、檜、かい）は、西周時代の諸侯国。現在の河南省鄭州市新鄭市北西・新密市南東に位置する。平王東遷後、鄶は鄭に併呑された。

## 滅亡
『国語』鄭語の記載では西周末年の幽王時代、太史伯は鄭の桓公に天下形勢を分析した。太史伯は周の東都の成周付近発展し、まずは鄶と虢に財物と妻子を預け、次に両国を滅ぼし、根拠地を取得するように提案した。桓公と後継者の鄭の武公はこの策略を用いたとある。
『春秋公羊伝』桓公十一年の記載には、鄭の東遷後、留（現在の江蘇省徐州市沛県付近）にとどまっていたが、鄭の武公と鄶の君主の夫人が通姦していた為、鄶を滅ぼし、鄭は鄶の故地に遷ったとある。
『国語』周語中の記載には春秋時代の周の襄王時期の大夫の富辰が称し、鄶の君主の夫人の叔妘によって鄶を破滅に導いたとある。
『今本竹書紀年』によると周の平王四年、鄭が鄶を滅ぼしたとある。
『漢書』地理志の臣瓚注の記載には周の幽王の敗死後、鄭の武公二年、鄭は鄶を滅ぼしたとある。